# بلیس‌ویک
بلیس‌ویک (به هلندی: Bleiswijk) یک منطقهٔ مسکونی در هلند است که در لانسینگرلاند واقع شده‌است. بلیس‌ویک ۱۰٫۳۶۹ نفر جمعیت دارد.

## خواهرخوانده
شهر درای‌آیش خواهرخواندهٔ بلیس‌ویک هست.